# Шабленско езеро
Шабленското езеро е езеро в Североизточна България. То представлява крайбрежен лиман, отделен от морето с широка до 230 м пясъчна коса. Влиза в границата на защитената територия от 510 ха, включено е в списъка на орнитологично важните места в Европа. Площта му е 0,8 – 0,9 кв. км, дълбочина от 0,4 до 4 м, максимална – 9,5 м, солеността е 0,4%. На север чрез изкуствено прокопан канал се свързва с Езерецкото езеро. Намира се на 1,6 км североизточно от град Шабла.
Флората в езерото е богата. Срещат се 32 вида водорасли и над 79 вида висши растения. Бреговете са обрасли с тръстика и папур, а по откритата, блестяща като огледало водна повърхност, се белеят изящните цветове на водните лилии. През есента папурът изсъхва и обгражда сините му води със златен ореол.
Езерото е богато на риба от видовете сом, шаран, платика, каракуда, червеноперка, белица, костур, щука, бяла риба и попчета. Езерото също така може да се похвали с многобройните си птици. Там гнездят 57 вида, от които 10 са редки, а по време на миграцията на птиците в езерото зимуват средно до 30 000 големи белочели гъски и почти цялата популация на червеногушата гъска, която е застрашен вид в световен мащаб.

## Защитена местност „Шабленско езеро“
През 1887 г. езерото Шабленский гьол  е със статут на правителствено, но се отдава под наем на частни лица с цел риболов.
Днес общата площ на защитената местност възлиза на 5107,741 дка. Обща площ на защитената местност с международно значение е 4037,361 дка. Определена е от Министерството на околната среда със заповед РД-31 от 24 януари 1995 г. (ДВ бр. 15 от 10.02.1995 г.)